# Cmentarz żydowski w Nisku
Cmentarz żydowski w Nisku – kirkut mieści się przy ul. Rzeszowskiej Bocznej. Ma powierzchnię 1 ha. W czasie okupacji został kompletnie zdewastowany przez nazistów. Po 1945 urządzono na jego terenie wyrobisko piasku. Obecnie nekropolia jest zaniedbana i brak informacji o istniejącym kirkucie.